# Blies-Guersviller
Pour les articles homonymes, voir Blies (homonymie).
Blies-Guersviller [bliz ɡɛʁsvilɛʁ] est une commune française située dans le département de la Moselle et le bassin de vie de la Moselle-est, en région Grand Est.

## Géographie
La commune est située à la frontière franco-allemande. Elle est composée de deux villages : Blies-Guersviller et Blies-Schweyen. Ce dernier est plus grand que le chef-lieu.

### Communes limitrophes
| Kleinblittersdorf (Allemagne) |                   | Mandelbachtal (Allemagne) |
|                               | Blies-Guersviller |                           |
|                               | Sarreguemines     | Frauenberg                |

### Hydrographie
La commune est située dans le bassin versant du Rhin au sein du bassin Rhin-Meuse. Elle est drainée par la Blies.
La Blies, d'une longueur totale de 19,7 km, prend sa source en Allemagne, pénètre dans la commune de Bliesbruck, puis constitue une limite séparative naturelle avec l'Allemagne jusqu'à sa confluence avec la Sarre au droit de Sarreguemines.

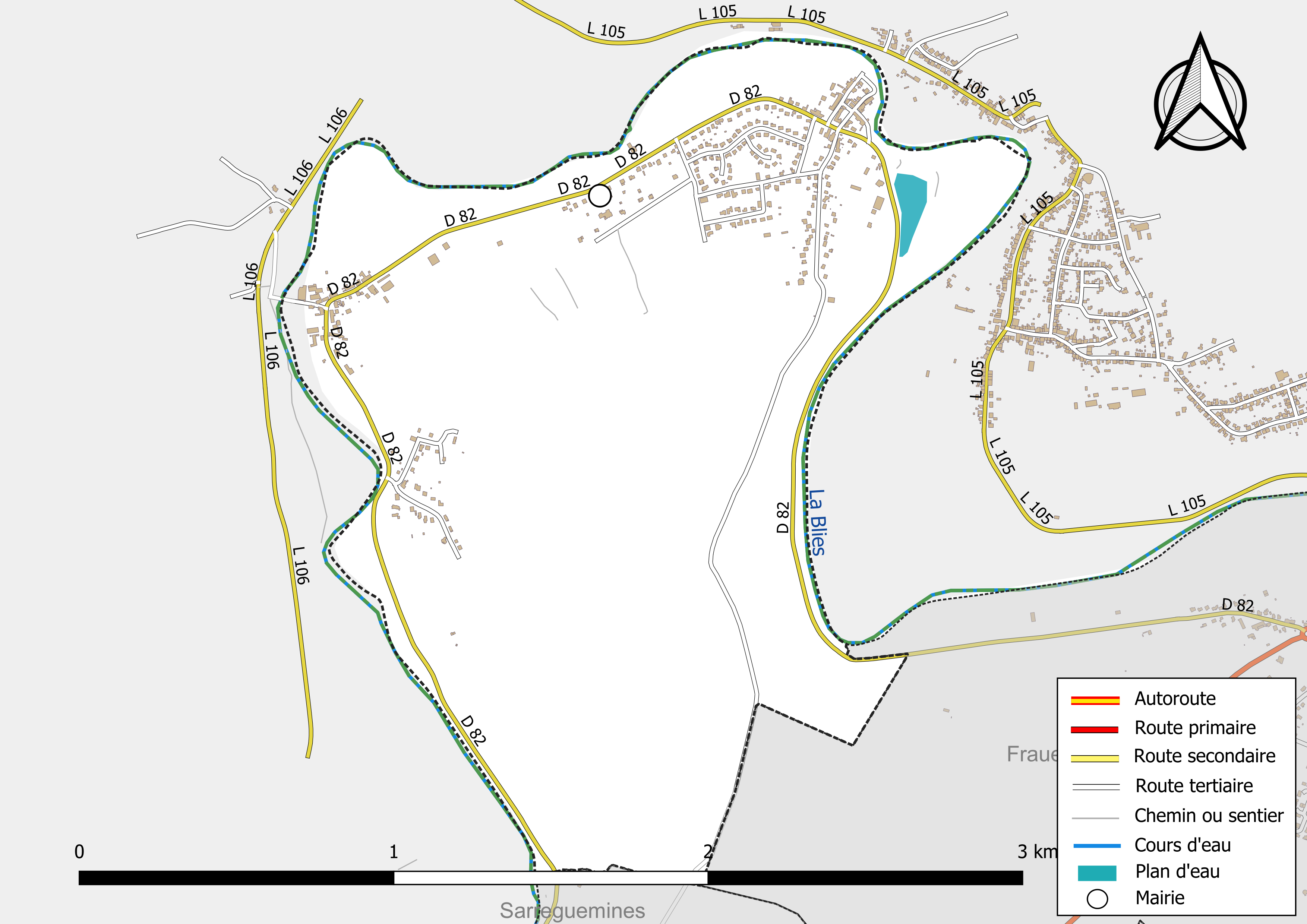
Réseaux hydrographique et routier de Blies-Guersviller.

La qualité de la Blies peut être consultée sur un site spécial géré par les agences de l’eau et l’Agence française pour la biodiversité. Ainsi en 2020, dernière année d'évaluation disponible en 2022, l'état écologique de la Blies était jugé médiocre (orange).

### Climat
Pour des articles plus généraux, voir Climat du Grand Est et Climat de la Moselle.
En 2010, le climat de la commune est de type climat des marges montargnardes, selon une étude du Centre national de la recherche scientifique s'appuyant sur une série de données couvrant la période 1971-2000. En 2020, Météo-France publie une typologie des climats de la France métropolitaine dans laquelle la commune est exposée à un climat semi-continental et est dans la région climatique  Vosges, caractérisée par une pluviométrie très élevée (1 500 à 2 000 mm/an) en toutes saisons et un hiver rude (moins de 1 °C). 
Pour la période 1971-2000, la température annuelle moyenne est de 10 °C, avec une amplitude thermique annuelle de 17,1 °C. Le cumul annuel moyen de précipitations est de 964 mm, avec 12,1 jours de précipitations en janvier et 9,2 jours en juillet. Pour la période 1991-2020, la température moyenne annuelle observée sur la station météorologique de Météo-France la plus proche, « Volmunster », sur la commune de Volmunster à 19 km à vol d'oiseau, est de 10,2 °C et le cumul annuel moyen de précipitations est de 760,1 mm. 
La température maximale relevée sur cette station est de 37,6 °C, atteinte le 25 juillet 2019 ; la température minimale est de −18,6 °C, atteinte le 24 décembre 2001,,. 
Les paramètres climatiques de la commune ont été estimés pour le milieu du siècle (2041-2070) selon différents scénarios d'émission de gaz à effet de serre à partir des nouvelles projections climatiques de référence DRIAS-2020. Ils sont consultables sur un site spécial publié par Météo-France en novembre 2022.

## Urbanisme

### Typologie
Au 1er janvier 2024, Blies-Guersviller est catégorisée ceinture urbaine, selon la nouvelle grille communale de densité à sept niveaux définie par l'Insee en 2022.
Elle appartient à l'unité urbaine de Mandelbachtal (ALL)-Blies-Guersviller (partie française), une agglomération internationale constituant une ville isolée,. Par ailleurs la commune fait partie de l'aire d'attraction de Sarrebruck (partie française), dont elle est une commune de la couronne,. Cette aire, qui regroupe 12 communes, est catégorisée dans les aires de 700 000 habitants ou plus (hors Paris),.

### Occupation des sols
L'occupation des sols de la commune, telle qu'elle ressort de la base de données européenne d’occupation biophysique des sols Corine Land Cover (CLC), est marquée par l'importance des territoires agricoles (52,4 % en 2018), en diminution par rapport à 1990 (60,3 %). La répartition détaillée en 2018 est la suivante : 
forêts (29,4 %), zones agricoles hétérogènes (27,2 %), prairies (21,4 %), zones urbanisées (18,2 %), terres arables (3,5 %), cultures permanentes (0,3 %). L'évolution de l’occupation des sols de la commune et de ses infrastructures peut être observée sur les différentes représentations cartographiques du territoire : la carte de Cassini (XVIIIe siècle), la carte d'état-major (1820-1866) et les cartes ou photos aériennes de l'IGN pour la période actuelle (1950 à aujourd'hui).

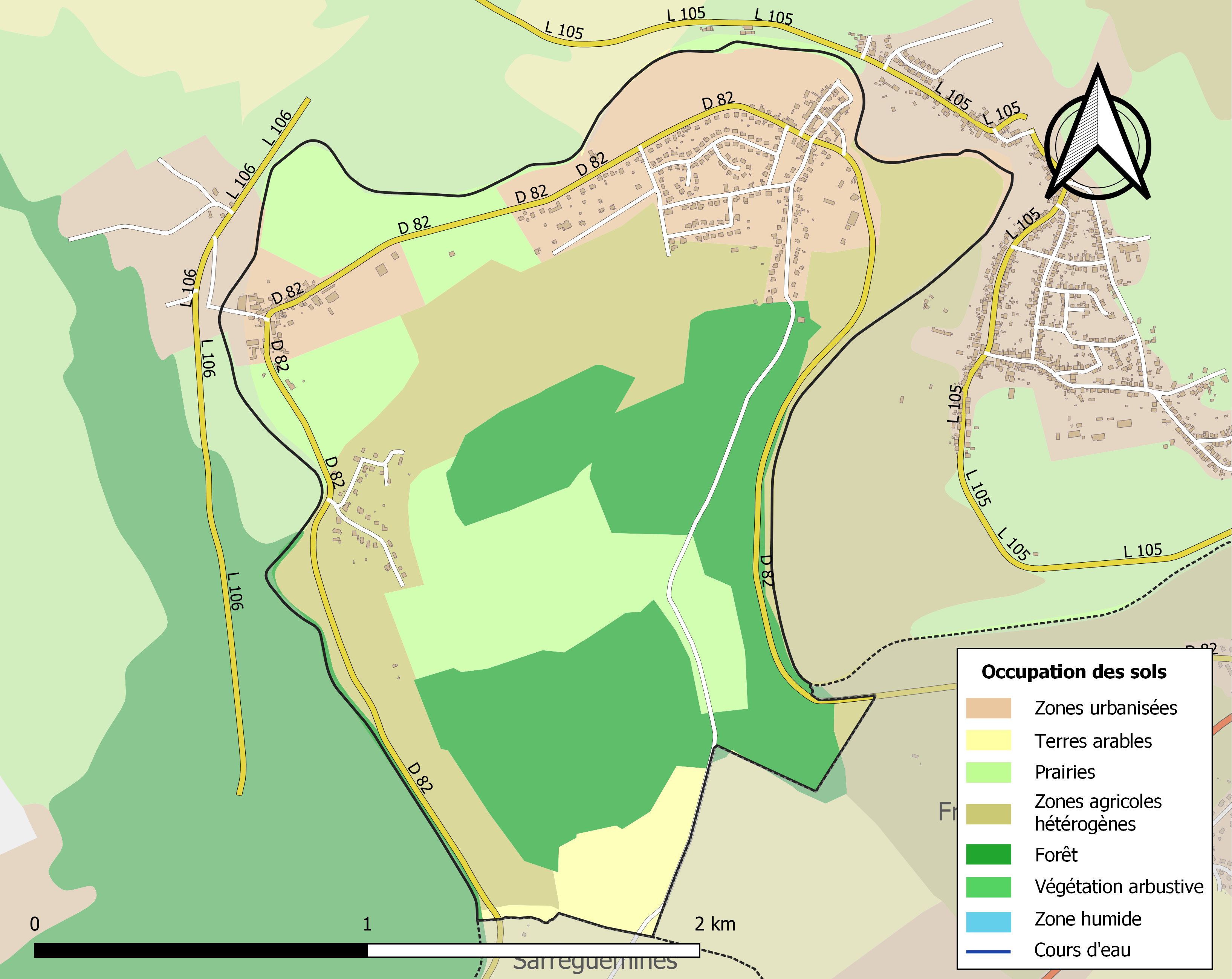
Carte des infrastructures et de l'occupation des sols de la commune en 2018 (CLC).

## Toponymie
- Blies-Guersviller : Villare (777), Wylaru (796), Gereswilre (1261), Gerswilre (1312), Gersweiler et Kirssweiller (1594), Guercheweiller (XVIIIe siècle), Guercheviller (1751), Guersviller (1756), Guersweiller (1793), Blisquersviller (1801), Blies-Guerschweiler (an X), Bliesgersweiler (1871-1918). Gerschwiller en francique lorrain[15].
- Blies-Schweyen :  Schweygen et Swein (1594), Schweigen (1782 et 1793), Blisschweyen (1801), Blies-Schweyren (carte de l'état-major).

## Histoire
- Village de l'ancienne province de Lorraine, châtellenie de Sarreguemines, possession de l'abbaye des prémontrés de Wadgassen (Saarland).
- Le village de Blieschweyen, qui dépendait de la seigneurie de Blieskastel puis de la baronnie de Welferding, fut entièrement détruit au cours de la guerre de Trente Ans. Puis absorbé par Blies-Guersviller en 1811.

## Politique et administration
| Période                                  | Période  | Identité    | Étiquette | Qualité                                                                                            |
| ---------------------------------------- | -------- | ----------- | --------- | -------------------------------------------------------------------------------------------------- |
| Les données manquantes sont à compléter. |          |             |           | |
| mars 1989                                | En cours | Roland Roth | LR        | Retraité de l'enseignement Président de la Communauté d'Agglomération de Sarreguemines Confluences |

## Démographie
L'évolution du nombre d'habitants est connue à travers les recensements de la population effectués dans la commune depuis 1793. Pour les communes de moins de 10 000 habitants, une enquête de recensement portant sur toute la population est réalisée tous les cinq ans, les populations de référence des années intermédiaires étant quant à elles estimées par interpolation ou extrapolation. Pour la commune, le premier recensement exhaustif entrant dans le cadre du nouveau dispositif a été réalisé en 2007.

En 2022, la commune comptait 651 habitants, en évolution de +3,33 % par rapport à 2016 (Moselle : +0,52 %, France hors Mayotte : +2,11 %).
| 1793 | 1800 | 1806 | 1821 | 1836 | 1841 | 1861 | 1866 | 1871 |
| ---- | ---- | ---- | ---- | ---- | ---- | ---- | ---- | ---- |
| 120  | 125  | 139  | 422  | 443  | 408  | 385  | 408  | 384  |

| 1875 | 1880 | 1885 | 1890 | 1895 | 1900 | 1905 | 1910 | 1921 |
| ---- | ---- | ---- | ---- | ---- | ---- | ---- | ---- | ---- |
| 400  | 411  | 395  | 396  | 386  | 357  | 361  | 372  | 371  |

| 1926 | 1931 | 1936 | 1946 | 1954 | 1962 | 1968 | 1975 | 1982 |
| ---- | ---- | ---- | ---- | ---- | ---- | ---- | ---- | ---- |
| 375  | 359  | 394  | 319  | 344  | 362  | 373  | 313  | 542  |

| 1990 | 1999 | 2006 | 2007 | 2012 | 2017 | 2022 | - | - |
| ---- | ---- | ---- | ---- | ---- | ---- | ---- | - | - |
| 628  | 661  | 616  | 609  | 610  | 644  | 651  | - | - |

## Culture locale et patrimoine

### Édifices religieux

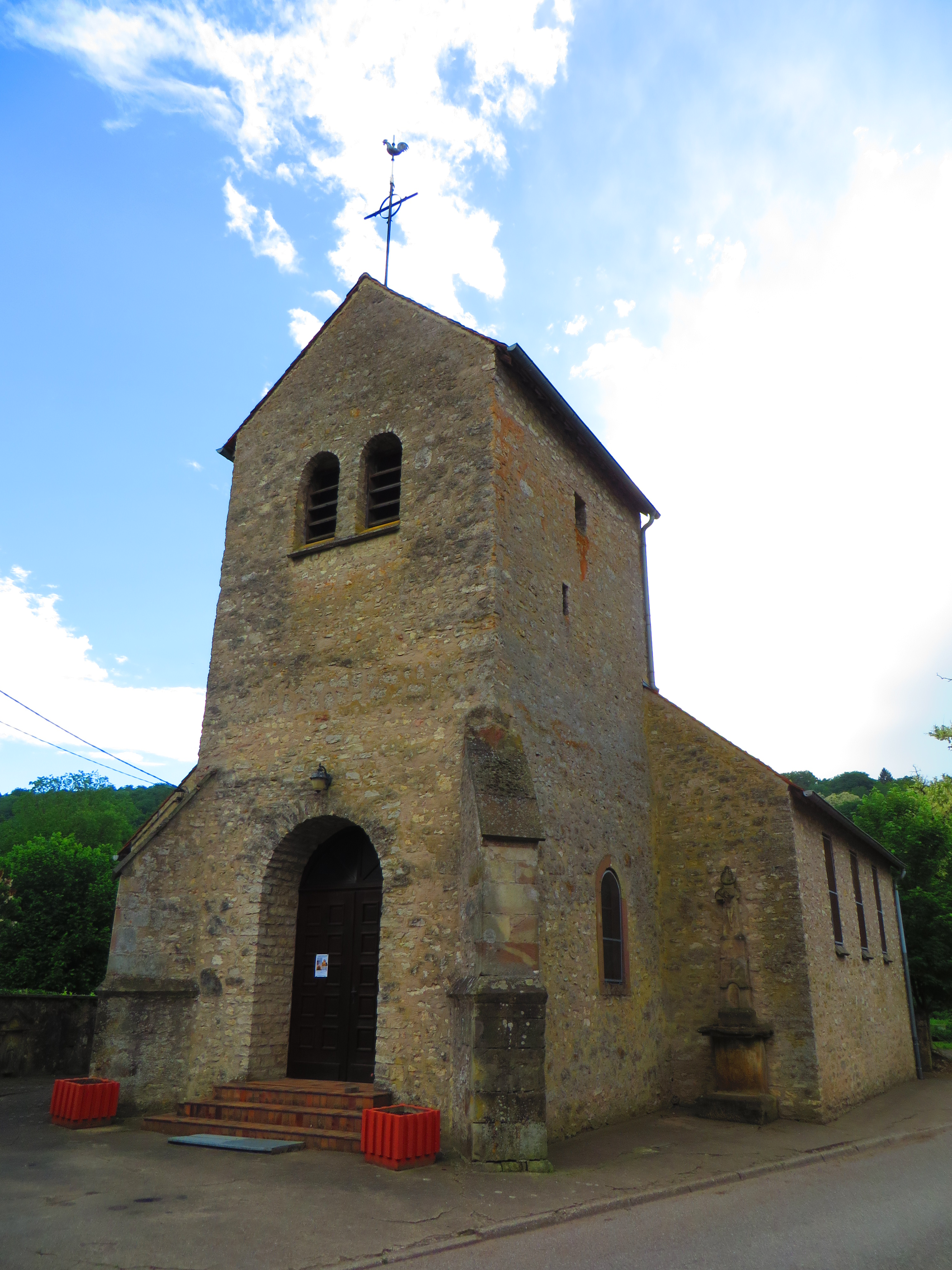
Église Saint-Quirin de Blies-Guersviller.

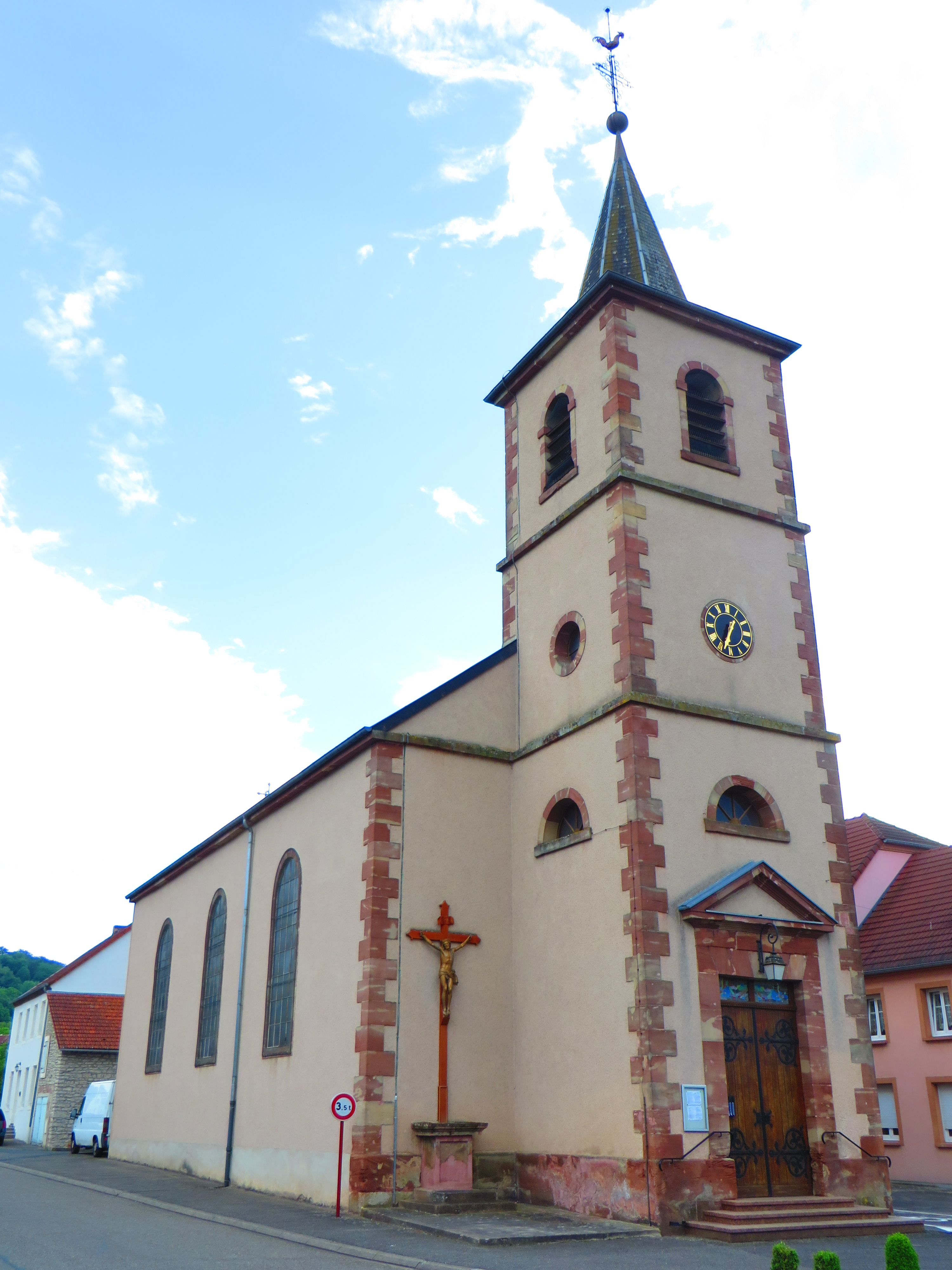
Église Saint-Eustache de Blies-Schweyen

- Église Saint-Quirin de Blies-Guersviller : église retournée ; sous la tour massive il y a l'ancien chœur XIVe siècle. ; clé avec l'agneau pascal.
- Église Saint-Eustache 1842 de Blies-Schweyen.

### Personnalités liées à la commune
- Eugène Étienne Watrin, né dans cette commune le 20 décembre 1857, curé et poète.

## Pour approfondir